# Стадіон дер Фройндшафт
«Стадіон дер Фройндшафт» (нім. Stadion der Freundschaft) — футбольний стадіон в Котбусі, Німеччина, домашня арена ФК «Енергі».
Стадіон побудований та відкритий 1930 року. У 1983–1988, 1995, 1997 роках був реконструйований, у 1985 і 2008 роках із розширенням кількості місць.